# Oroville East
Oroville East est une census-designated place du comté de Butte, dans l'État de Californie, aux États-Unis,. En 2020, elle compte une population de 8 038 habitants.